# Liao Shengzong
Liao Shengzong (chinesisch 遼聖宗; sinisierter persönlicher Name Yelü Longxu; * 16. Januar 972; † 25. Juni 1031) war von Oktober 982 bis zu seinem Tod der sechste Kaiser der vom Volk der Kitan gegründeten Liao-Dynastie. Innenpolitisch führte er Verwaltungsreformen durch. Auf dem außenpolitischen Gebiet konnte er in wiederholten Kämpfen gegen die Song-Dynastie keinen nachhaltigen Erfolg erzielen. Im Januar 1005 schloss er Frieden mit dem Song-Kaiser Zhenzong und verpflichtete ihn zu jährlichen Tributen. Außerdem führte er mehrere Kriege gegen das koreanische Königreich Goryeo. Er vermochte es zwar nicht vollständig zu unterwerfen, aber ebenfalls zu Tributleistungen zu zwingen.

## Leben

### Abstammung und Jugend
Yelü Longxu war ein Sohn des Liao-Kaisers Jingzong und dessen Gattin Xiao Yanyan († 1009). Wegen des frühen Todes seines Vaters im Oktober 982 war er noch zu jung zur Übernahme der Herrschaft, so dass zunächst seine Mutter Regentin wurde, die in der Regierungstätigkeit Unterstützung durch drei Minister, darunter zwei Chinesen, erhielt. Yanyan wird in den Quellen als fähige Herrscherin beschrieben, die sich in der Politik und Kriegsführung auskannte und eine aus bis zu 10.000 Reiter bestehende Heereseinheit (Ordo) der Kitan selbst kommandierte. Laut der Geschichte der Liao – einer bedeutenden Quelle für die Liao-Dynastie – trug ihre Erziehung maßgeblich zur erfolgreichen Herrschaft ihres Sohns bei.

### Verwaltungsreformen
Als Kaiser wurde Yelü Longxu postum mit dem Tempelnamen Shengzong bezeichnet. Während seiner Regierung gab es viele Verbesserungen in der Administration. So wurde das Tang-Gesetzbuch, das unter der Tang-Dynastie entstanden war, für die Verwaltung der nördlichen Gebiete in die Sprache der Kitan übersetzt. 994 erging die Weisung, dass jeder Angehörige der Kitan bei der Verübung einer der zehn als besonders verabscheuungswürdig betrachteten Verbrechen die gleiche Strafe wie ein Chinese erhalten sollte. 1027 wurde die Überarbeitung des Rechtskodex nach chinesischem Vorbild angeordnet. 988 fand die Einführung von Prüfungen für hohe Beamten statt. Dieses System der vorgeschriebenen Examina bestand bis zum Ende der Liao-Dynastie. In der Regel wurden aber nur zwei bis drei von zehn Absolventen tatsächlich eingestellt. Die Prüfungen konzentrierten sich auf Lyrik und wurden nur von Chinesen abgelegt. 991 erschienen die ersten historischen Aufzeichnungen, darunter 20 Kapitel über die Regierungszeit von Jingzong. 994 schufen die Kitan ihren eigenen Kalender. Eine allgemeine Volkszählung führten sie erstmals 991 durch, sodann eine Zählung ihres Stamms im Jahr 997.
Das mit den Kitan verwandte Steppenvolk der Kumo Xi wurde 997 vollständig in die Verwaltung des Liao-Reichs integriert. Diese Verwaltungsreform ersetzte das frühere, bis zur Zeit der Regierung des Kaisers Taizong bestehende Vasallen- und Tributverhältnis. Der König der Kumo Xi wurde nun ein besoldeter Beamter und das Territorium seines Stamms nach chinesischem Vorbild in administrative Einheiten unterteilt. Die frühere Metropole der Kuno Xi wurde zur „zentralen Hauptstadt“ (Zhongjing) und mit einer neuen Stadtmauer sowie einem Konfuziustempel ausgestattet; von 1018 bis 1020 erfolgte auch die Errichtung öffentlicher Gebäude.

### Erste Kämpfe gegen die Song-Dynastie und Korea
Die hauptsächlichsten militärischen Auseinandersetzungen focht Kaiser Shengzong gegen das aufstrebende Reich der Song-Dynastie und gegen das koreanische Königreich Goryeo aus. Bereits 986 unternahm der Song-Kaiser Taizong einen Angriff auf das Liao-Reich. Dazu ließ er drei Heere an verschiedenen strategischen Stellen gleichzeitig in das gegnerische Gebiet einfallen. Sie sollten gegen die südliche Hauptstadt der Kitan, Peking, vorrücken. Taizong konnte rasch die Grenzverteidigungslinie der Kitan überwinden und drang tief in deren Reich ein. Die Nachschubwege wurden dadurch aber immer länger; die Streitkräfte der Kitan attackierten die Song-Heere von allen Seiten und siegten an allen drei Frontabschnitten. Dabei griffen der junge Kaiser Shengzong selbst und seine Mutter mit einer Reiterabteilung der Kitan eine Song-Armee an und schlugen sie im Juni 986 in der Schlacht am Qigou-Pass. Dennoch war die Grenzregion schwer verwüstet und viele Bewohner geflohen. Es dauerte Jahre, bis diese Gegend sich regenerierte. Die Kaiserinwitwe Xiao Yanyan beauftragte den Heerführer Yelü Yiuge, zur Vergeltung bis zum nächsten Jahr Angriffe gegen das Song-Reich zu führen. Die Kitan konnten nun ihr Reich etwas nach Nordosten ins Gebiet der Mandschurei ausdehnen.
985 und im Folgejahre attackierten die Kitan das Reich Jeongan, das ein Nachfolgestaat des 926 vom Liao-Kaiser Taizu unterworfenen Königreichs Balhae war. Wegen anhaltenden Widerstands in Jeongan gründeten die Kitan drei befestigte Militärkolonien am Unterlauf des Yalu und annektierten Jeongan. Die letzte dortige Gegenwehr wurde 999 gebrochen.
Der Tanguten-Führer Li Jiqian († 1004) unterwarf sich den Kitan im Jahr 986. Er erhielt 989 eine Angehörige der kaiserlichen Familie Shengzongs zur Gemahlin und wurde zum „König von Xia“ ernannt. 991 unterwarfen sich auch die Jurchen dem Liao-Reich, ebenso 997 die Tanguten der West-Mongolei und der Provinz Gansu.
Der erste Krieg zwischen der Liao-Dynastie und dem Königreich Goryeo fand Ende 993 statt. Die Kitan fielen mit einem starken Heer in Goryeo ein und verlangten die Abtretung von Gebieten am Fluss Yalu. Die Regierung von Goryeo war mit den Song verbündet, doch blieb ihr Ersuchen um Militärhilfe unerhört. Nach ersten Gefechten rückten die Kitan-Heere nach Süden bis zum Fluss Chongchon vor und leiteten dann Verhandlungen mit der Militärführung Goryeos ein. Sie forderten zunächst die vollständige Kapitulation dieses Reichs, und Goryeos König Seongjong schien dazu auch bereit. Der koreanische Diplomat Seo Hui erreichte indessen, dass sich die Kitan mit dem Status von Goryeo als Vasallenstaat des Liao-Reichs begnügten. Gemäß dem Friedensvertrag musste Goryeo den Kalender der Kitan einführen und seine Beziehungen zu den Song abbrechen. In den Verhandlungen erreichte Seo Hui dafür, dass Goryeo das Gebiet zwischen der Grenze des Liao-Reichs und Goryeo bis zum Fluss Yalu erhielt, das damals von Stämmen der Jurchen besetzt war. 994 nahmen die Kitan regelmäßige diplomatische Beziehungen mit Goryeo auf.

### Friedensschluss mit dem Song-Reich
Nach der Sicherung ihrer Grenze zu Goryeo gingen die Kitan gegen das Song-Reich in die Offensive und belagerten Zitong. Die Verteidiger setzten Brandpfeile gegen die Belagerer ein und zwangen sie zum Rückzug. Mehrere ab 999 durchgeführte Feldzüge gegen die Song erbrachten für die Kitan trotz einiger Siege keinen durchschlagenden Erfolg. In den ersten Jahren des 11. Jahrhunderts drangen sie aber bis zum Tal des Gelben Flusses vor.
1004 führten Shengzong und seine Mutter einen großangelegten Einfall ins Song-Reich durch, nahmen die Kapitulation einiger Städte entgegen, umgingen heftigen Widerstand leistende Städte und stießen bis in die Außenbezirke der Song-Hauptstadt Kaifeng vor. Der Song-Kaiser Zhenzong begab sich in die Stadt Chanyuan am Gelben Fluss, wo es im Januar 1005 zu Friedensverhandlungen mit den Kitan kam. Diese Gespräche verliefen erfolgreich, und beide Seiten unterzeichneten den Vertrag von Chanyuan. Die Vertragsurkunden, zwei Eide gleichen Wortlauts der Herrscher der beiden Reiche, blieben erhalten. Beide Monarchen erkannten einander in dieser Abmachung gegenseitig als Kaiser (Huang-ti) an. Sie betrachteten sich als „Brüder“, wobei der Song-Kaiser als älterer „Bruder“ galt und damit moralisches Übergewicht erhielt. Die Song akzeptierten die Zahlung von Kontributionen – eine jährliche Lieferung von 100.000 Tael Silber und 200.000 Seidenrollen – an die Kitan. Dies stellte eine deutlich geringere Belastung für die Wirtschaft des Song-Reichs dar als die Finanzierung einer großen Armee. Außerdem sollte der umstrittene Grenzverlauf endgültig festgelegt und freundschaftliche Beziehungen zwischen den beiden Reichen aufgenommen werden. Der Vertrag wurde später nur geringfügig geändert und hielt ein Jahrhundert; die Nordgrenze des Song-Reichs war damit gesichert.
Da ein Teil der vertraglich fixierten Grenze zwischen dem Song- und Liao-Reich in der keine natürlichen Hindernisse aufweisenden nordchinesischen Tiefebene in Hebei verlief und der Kavallerie der Kitan leichte Angriffsmöglichkeiten bot, pflanzten die Song hier auf ihrer Seite der Grenze trotz der fortdauernden Friedenszeit einen der Verteidigung dienenden ausgedehnten Wald an. Dennoch florierte nach dem Friedensschluss der Grenzhandel; und auch Schmuggel wurde getrieben. Abgesehen von den durch den Vertrag von Chanyuan vorgeschriebenen jährlichen Silber- und Seide-Lieferungen wurden weitere Textilien, Keramik, Tee und handwerkliche Produkte aus dem Song-Reich in den Liao-Staat eingeführt. Die Song importieren wiederum insbesondere Pferde, daneben auch tierische Produkte von den Kitan.

### Weitere Kriege gegen Korea
Im Jahr 1009 brach der zweite Krieg zwischen der Liao-Dynastie und dem koreanischen Königreich Goryeo aus. Damals ermordeten die Truppen eines Feldherrn von Goryeo, Gang Jo, den König Mokjong, und Gang Jo inthronisierte nun den jugendlichen Hyeonjong, um für diesen die Regentschaft zu übernehmen. Der Liao-Kaiser Shengzong nutzte diese innenpolitischen Schwierigkeiten und fiel mit seinen Truppen 1010 von Nordwesten in das Goryeo-Reich ein. Nach einer ersten verlorenen Schlacht gegen Gang Ho gewann die Armee der Kitan eine zweite militärische Auseinandersetzung; Gang Ho fiel ihnen in die Hände und wurde getötet. Die Kitan besetzten nun nördliche Grenzgebiete. Hyeonjong wollte seine Kapitulation anbieten, doch der Statthalter von Kaesŏng, der Hauptstadt von Goryeo, ließ eine Gesandtschaft der Liao ermorden und entschied sich zu weiterem Widerstand.
In der Folge gewannen die Kitan eine Feldschlacht bei Kaesŏng und besetzten daraufhin diese Metropole. König Hyeonjong hatte Kaesŏng aber bereits verlassen und floh südwestlich in die Hafenstadt Naju. Die Liao-Truppen plünderten Kaesŏng und zerstörten die Paläste, Amtsgebäude und Archive der Stadt. Dann traten sie den Rückzug an, wurden dabei angegriffen und saßen im Winter 1010/1011 in den Bergen fest. Ehe sie den Grenzfluss Yalu erreichten, mussten sie zahlreiche Rüstungen und Waffen zurücklassen. König Hyeonjong ersuchte um Frieden und versprach, das bisherige tributpflichtige Verhältnis zur Liao-Dynastie wiederherzustellen. Kaiser Shengzong forderte aber das persönliche Erscheinen des Königs von Goryeo und die Abtretung wichtiger Grenzgebiete, was der Goryeo-Hof ablehnte. Damit blieb die Feindschaft zwischen den beiden Staaten bestehen, und die Konfliktparteien verstärkten ihre Grenze in Erwartung eines neuen Krieges. 1014 bemühte sich Goryeo auch um die Wiederaufnahme von Beziehungen mit den Song. 1015 und die beiden Folgejahre unternahmen die Kitan Feldzüge gegen das Goryeo-Reich, ohne dadurch entscheidende Vorteile zu erzielen.
Kaiser Shengzong entsandte Ende 1018 ein großes Heer unter dem Befehl von Xiao Paiya zu einer neuen umfassenden Invasion ins Goryeo-Reich. Es überschritt den Yalu, wurde aber von einer überlegenen feindlichen Armee in einem Hinterhalt angegriffen und erlitt schwere Verluste. Da das Goryeo-Heer den Kitan die Rückzugslinie abschnitt, wandte sich Xiao Paiya nach Süden gegen Kaesŏng, musste aber infolge ständiger feindlicher Attacken des koreanischen Heerführers Gang Gam-chan umkehren. In der Schlacht von Kuju (März 1019) wurden die Streitkräfte der Kitan fast vollständig aufgerieben. Nach koreanischen Quellen sollen nur wenige tausend ihrer Soldaten den Rückzug ins Liao-Reich geschafft haben.
1020 kamen die verfeindeten Reiche zu dem Schluss, dass keines das andere militärisch besiegen konnte. König Hyeonjong zahlte ab nun wieder Tribute an das Liao-Reich. Im Gegenzug erkannte ihn Kaiser Shengzong 1022 als legitimen König von Goryeo an und schickte einen Gesandten an dessen Hof. Goryeo war dem Liao-Reich weiterhin tributpflichtig und die Beziehungen zwischen den beiden Staaten blieben nun friedlich.

### Andere auswärtige Kriege; Unterdrückung von Revolten; Tod von Shengzong
1006 sandte das Königreich Guiyi Tribute an den Hof von Shengzong. Dies ermutigte den Kaiser offenbar zu Angriffen auf das Uiguren-Königreich Ganzhou, die in den Jahren von 1008 bis 1010 durchgeführt wurden. Sie brachten nur einen begrenzten Erfolg, wobei die Kitan einen Teil der gefangengenommenen Einwohner deportierten. 1027 belagerten die Kitan Ganzhou (das heutige Zhangye), vermochten die Stadt aber nicht zu erobern und gerieten in einen verheerenden Hinterhalt der Zubu-Stämme.
In den 1020er Jahren versuchte die Administration des südlichen Liao-Reichs, sein Steuersystem auch beim Volk der Balhae im untergegangenen Königreich Dongdan einzuführen. Bisher hatte es nur Tribute zahlen müssen, doch nun wurde ihnen der Bau von Booten befohlen, die dem Getreidetransport in die südliche Hauptstadt dienen sollten. Viele dieser Boote kenterten, wodurch sich die Kitan-Regierung den Groll der Balhae zuzog. Im Sommer 1029 organisierte ein entfernter Nachkomme des Königshauses der Balhae, Da Yanlin, in der östlichen Hauptstadt des Liao-Reichs, Liaoyang, einen Aufstand. Er ließ den Minister Xiao Xiaoxian und dessen Gattin internieren sowie die Steuerkommissare und den militärischen Oberbefehlshaber hinrichten. In der Folge rief er seine eigene Xing-Liao-Dynastie aus. Das Königreich Goryeo verweigerte die von ihm erbetene Militärhilfe, und auch manche andere im Militärdienst befindliche Angehörige der Balhae traten nicht auf seine Seite. Nur eine relativ geringe Zahl von Jurchen schlossen sich ihm an, und seine Streitkräfte wurden 1030 durch einen von Punu angeführten Zangenangriff der Kitan geschlagen. 1031 öffnete einer der Offiziere von Da Yanlin den Kitan die Tore von Liaoyang, wodurch dessen kurzlebige Dynastie ihr Ende fand. Der alte Adel der Balhae wurde in die Nähe der obersten Hauptstadt umgesiedelt, doch floh ein Teil nach Goryeo.
Kaiser Shengzong, dessen Reich 1022 ein schweres Erdbeben erschütterte, hatte im Vorjahr eine Delegation der in Bagdad residierenden Abbasiden-Dynastie empfangen, die um die Entsendung einer Kitan-Prinzessin als Braut für ihren Herrscher ersuchte. Er starb am 25. Juni 1031 im Alter von 59 Jahren. Auf seinem Totenbett wies er seine Minister Xiao Xiamu und Xiao Xiaoxian an, seinen ältesten, 15-jährigen Sohn Yelü Zongzhen zu inthronisieren, der auch unter dem Tempelnamen Xingzong neuer Kaiser wurde.